# Kejayan (Pujer)
Kejayan is een bestuurslaag in het regentschap Bondowoso van de provincie Oost-Java, Indonesië. Kejayan telt 3788 inwoners (volkstelling 2010).